# Markku Uusipaavalniemi
Markku Uusipaavalniemi (né le 23 novembre 1966 à Karkkila) est un curleur et politicien finlandais.

## Biographie
Peu après avoir mené la Finlande à la médaille d'argent lors des Jeux olympiques de Turin, il se présente aux élections législatives pour le Parti du centre et est élu dans le district électoral d'Uusimaa. Le 11 novembre 2010, après s'être opposé plusieurs fois à la ligne électorale de son parti, il fait défection et rejoint le parti des vrais finlandais.

## Jeux olympiques
- Jeux olympiques d'hiver de 2006 à Turin  Italie:
  -  Médaille d'argent en Curling.